# Kuantania
Kuantania es un género de saltamontes de la subfamilia Orthacridinae, familia Pyrgomorphidae; está asignado a la tribu Orthacridini. Este género se distribuye en Asia, específicamente en Malasia y Vietnam.

## Especies
Las siguientes especies pertenecen al género Kuantania:
- Kuantania aptera Kevan, 1963 (Vietnam)
- Kuantania squamipennis Miller, 1935 (península malaya)